# Hanns Joerin
Hanns Joerin (* 5. August 1888 in Basel; † 16. September 1961 in Zürich; heimatberechtigt in Basel und Pratteln) war ein Schweizer Bildhauer. Er schuf Porträts, Kleinplastiken sowie Schmuckobjekte in Silber und Kupfer mit Tier- und Pflanzenmotiven.

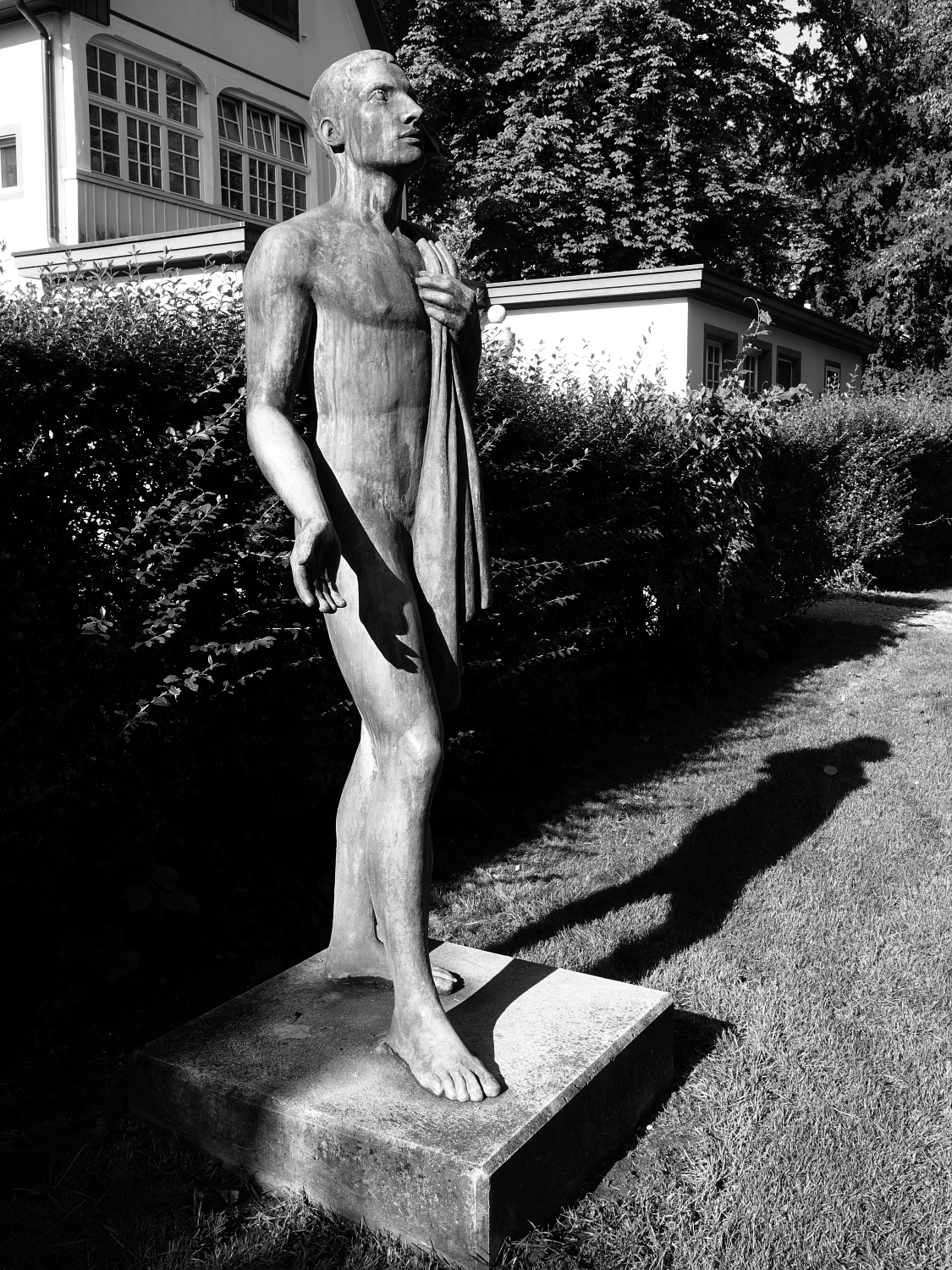
Skulptur, Pratteln

## Werke (Auswahl)
- Skulptur, Ecke Bahnhofstrasse/Hauptstrasse, Pratteln
- Gedenktafel für den Riehener Gemeindepräsidenten Otto Wenk[3]